# AT-T
Artilleriyskiy Tyagach Tyazholiy, ou AT-T (russe : Артиллерийский Тягач, Тяжёлый (АТ-Т), est un camion militaire russe sur chenilles servant comme tracteur d'artillerie, véhicule radar et de véhicule du génie militaire.
De cet engin est également dérivé le tout-terrain polaire soviétique « Kharkovchanka ».

## Description
Il utilise le châssis du T-54 et la cabine du ZIS-150 et du ZIL-164, il est également équipé d'un treuil à l'arrière .
L'AT-T était capable de tracter 25 t et de transporter un chargement (munitions, materiel...) de 5 t. L'équipage en cabine est de 4 hommes, 16 à 18 personnes pouvaient être transportés à l'arrière. A vide, la vitesse maximale est de 45 km/h, a pleine charge, le véhicule ne peut dépasser 35,5 km/h.

## Historique
Le véhicule fut introduit en 1950 et replacé en 1979 par le MT-T

## Variantes
- BAT-M (de) engin du génie militaire ;
- BTM-3 creuseur de tranchée ;
- MDK-2 creuseur de trous ;
- MDK-2M (en) version modernisé du MDK-2 ;
- P-40 Bronya véhicule radar.

## Opérateurs
- Allemagne de l'Est
- Union soviétique
- Russie

## Galerie d'images

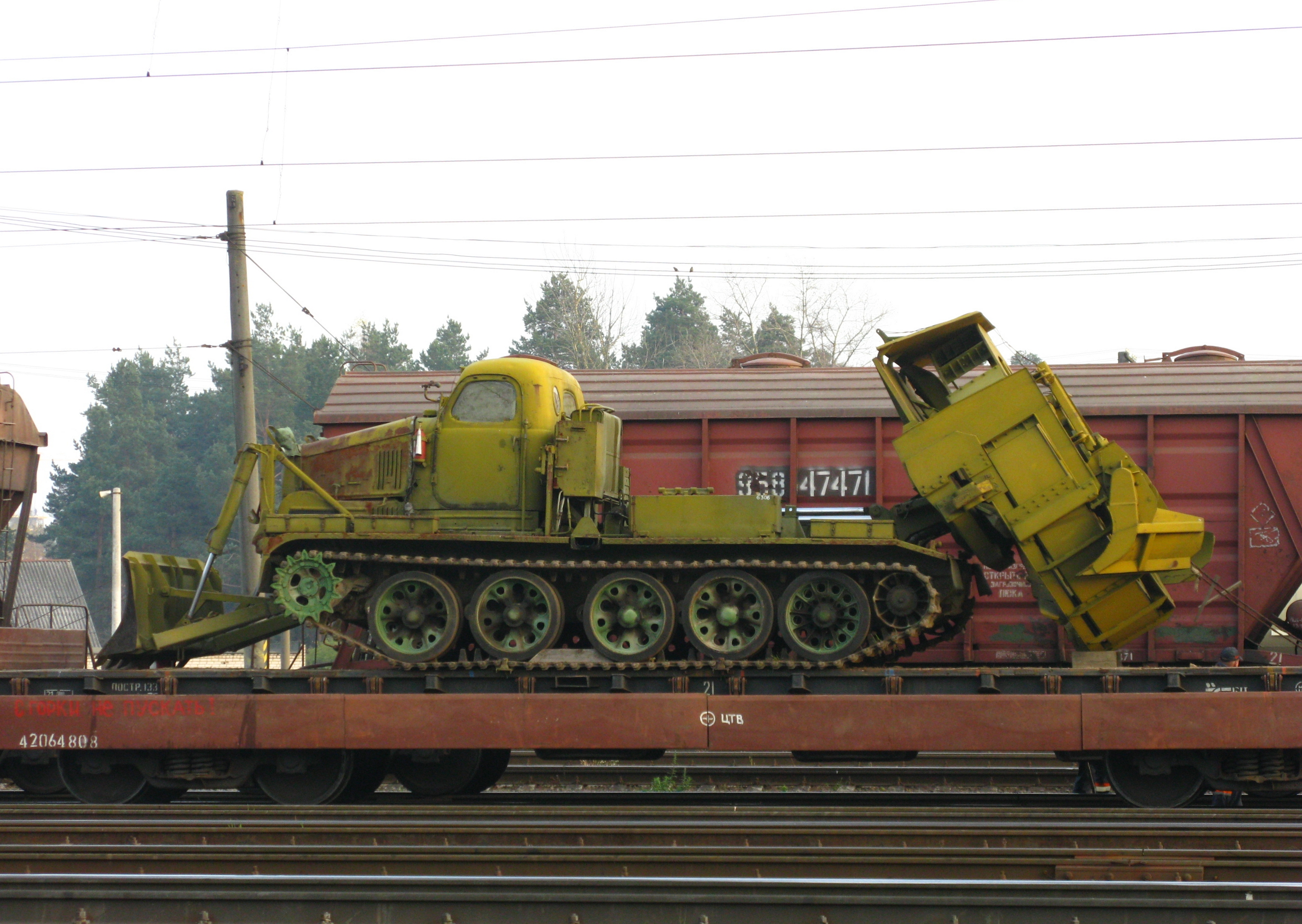
Creuseur de trous (MDK-2) sur un transport ferroviaire à Minsk
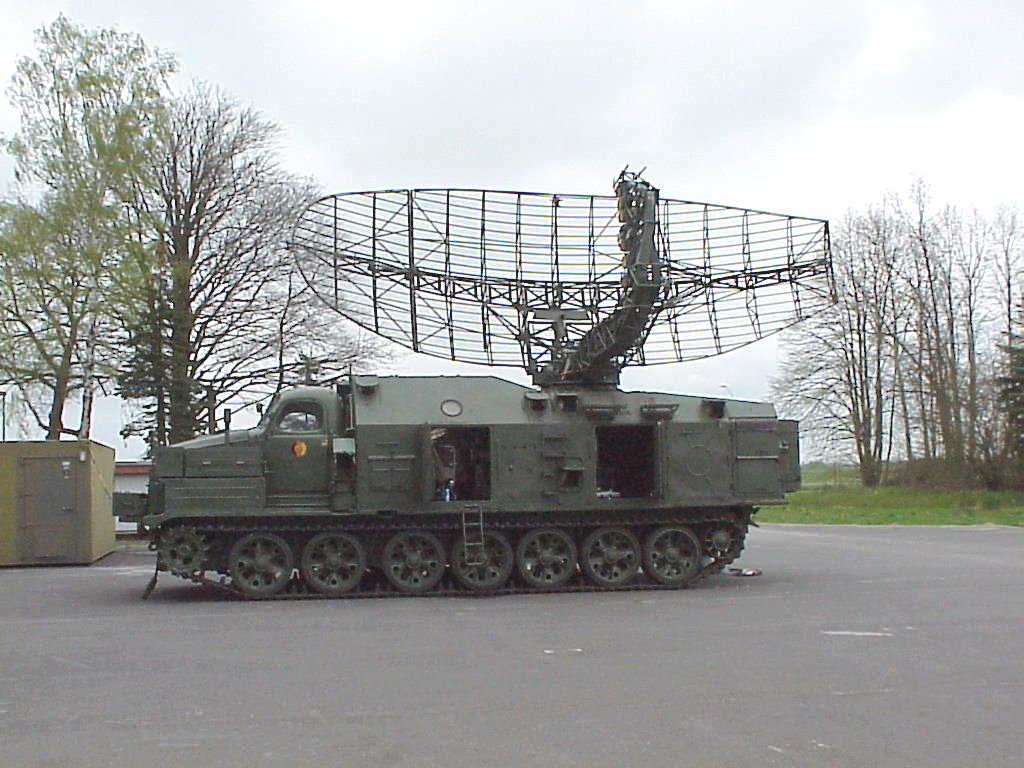
Véhicule radar de la Nationale Volksarmee (1S12)
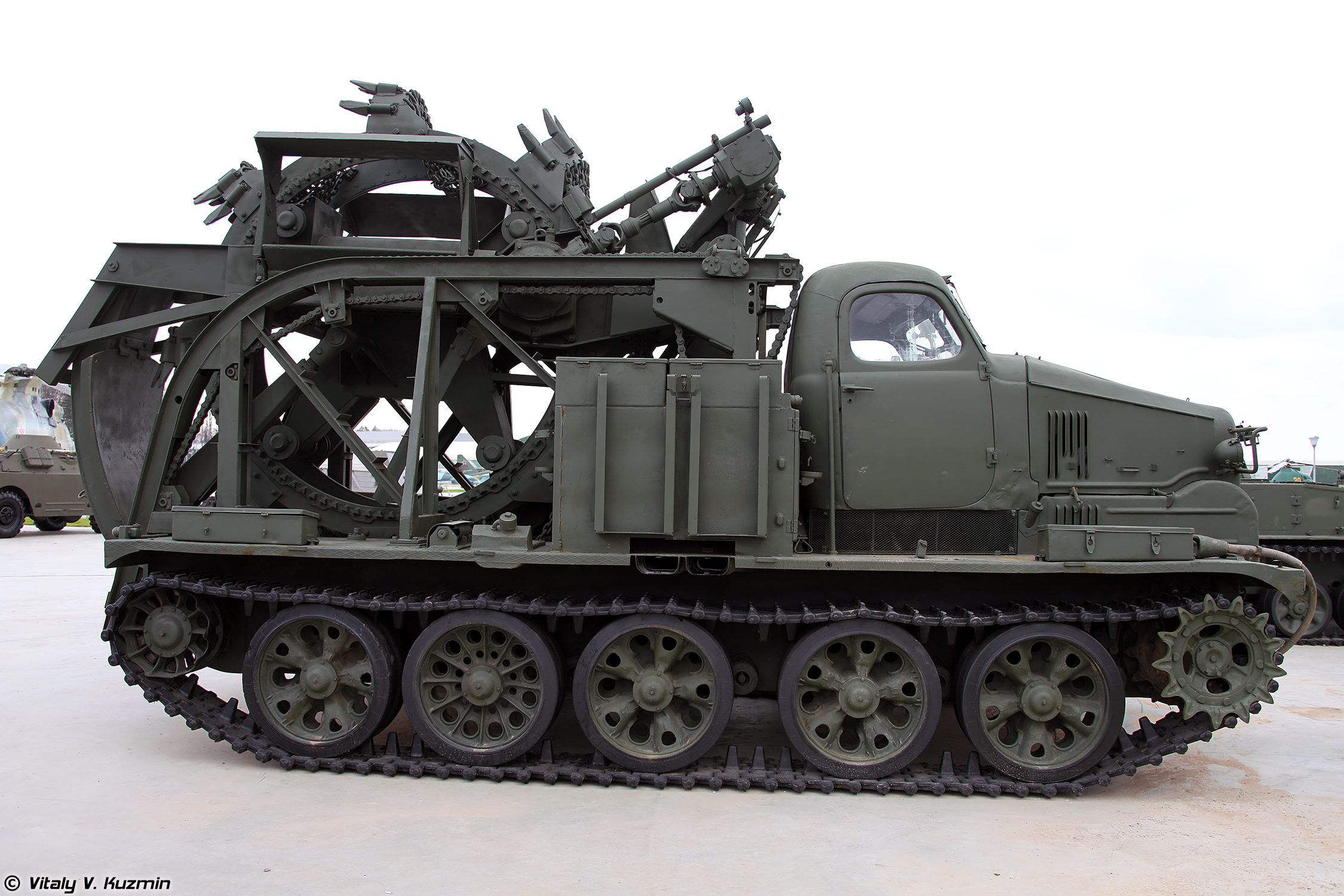
Creuseur de tranchée (BTM-3) présenté au parc patriote
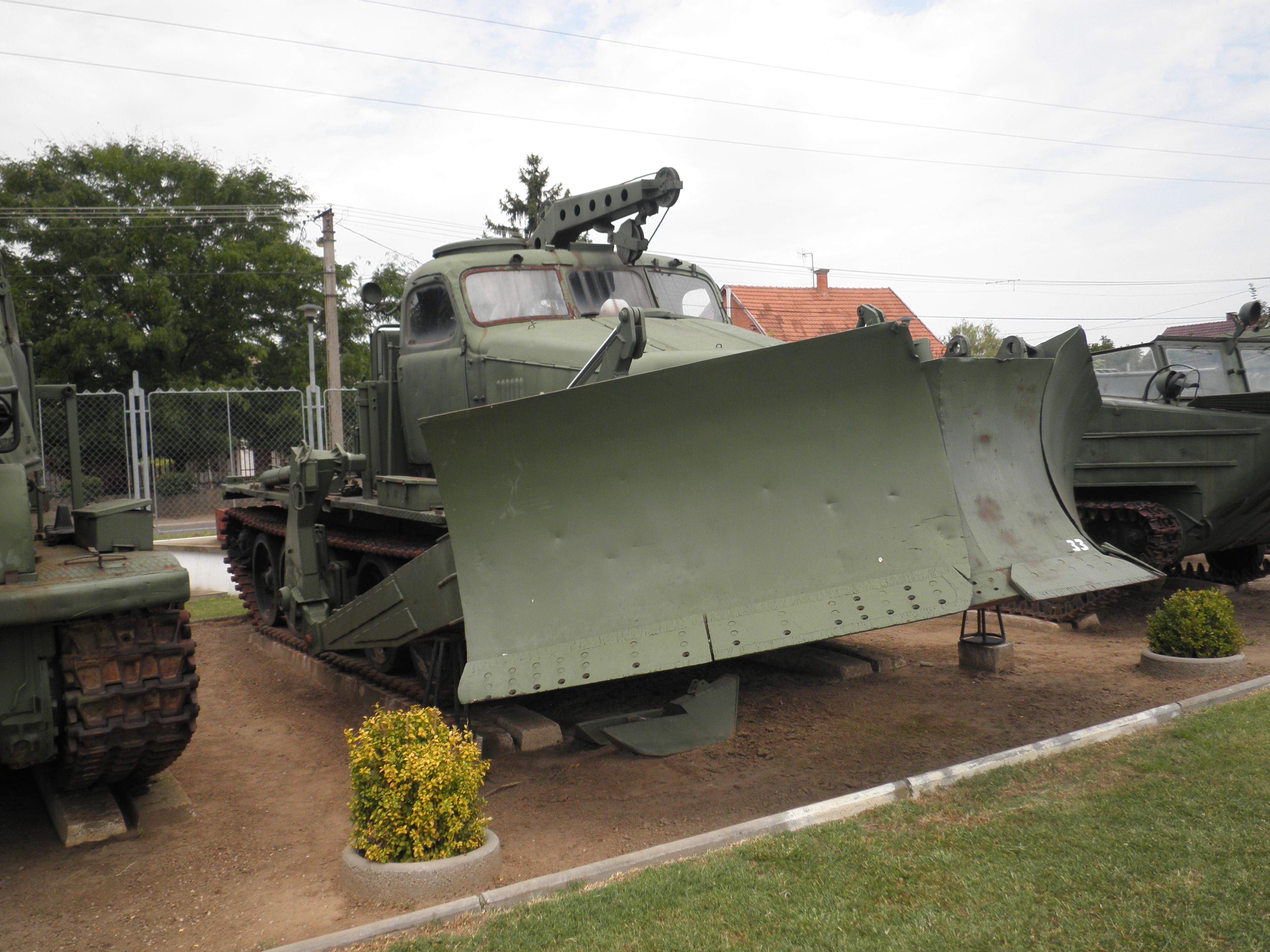
Engin du génie militaire (BAT-M) à Kecel en Hongrie
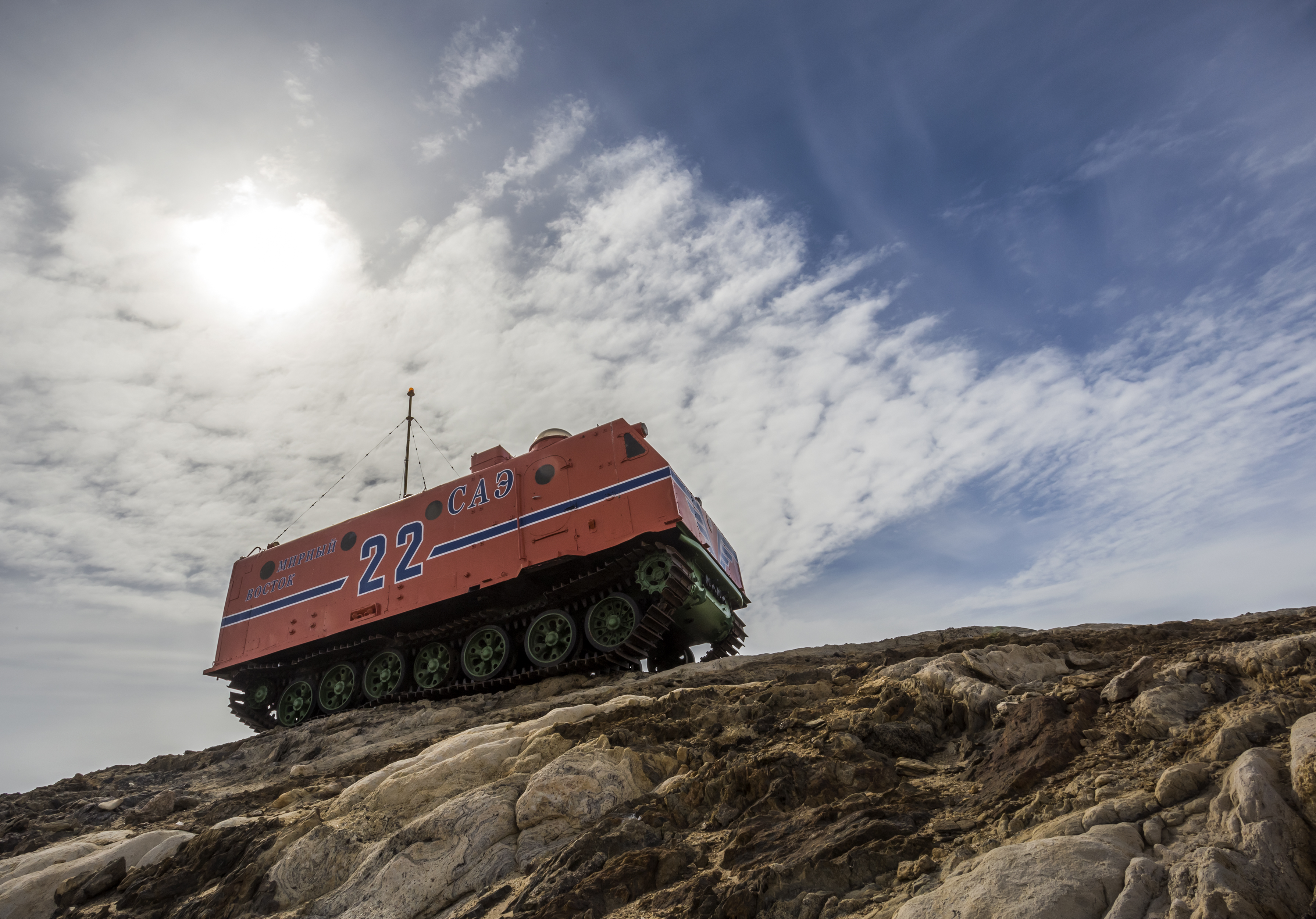
Kharkovchanka à la base antarctique Zhongshan en Antarctique (2014)